# Kurier dla Wszystkich
Kurier dla Wszystkich (Kuryer dla Wszystkich) – dziennik społeczno-informacyjny ukazujący się w latach 1914–1915 w Warszawie.